# Inuktitutština

Inuktitutské slabičné písmo

Inuktitutština (inuktitutsky ᐃᓄᒃᑎᑐᑦ) je označení podskupiny inuitských jazyků v Kanadě. Je jimi mluveno v oblasti na sever od hranice lesa, v Nunavutu, Québecu, v Severozápadních teritoriích a na Newfoundlandu a Labradoru, dále také na severovýchodě Manitoby a severním pobřeží Yukonu. Jsou oficiálním jazykem v Nunavutu a v Severozápadních teritoriích a jsou uznávány také v Nunaviku v Québecu. Celkem jimi mluví podle oficiálních údajů 36 tisíc obyvatel.
Zapisují se jednak latinkou, kterou do oblasti přivezli misionáři Jednoty bratrské v 18. století, jednak vlastním slabičným písmem.

## ISO kódy
- ISO 639-1 iu
- ISO 639-2 iku (zároveň souhrnný kód pro skupinu jazyků)
- ISO 639-3 - individuální kódy: ike (východokanadská inuktitutština a ikt (inuinnaqtun)

## Příklady

### Číslovky
| Inuktitutsky                        | Česky |
| atausiq, ᐊᑕᐅᓯᖅ                      | jeden |
| marruk, ᒪᕐᕈᒃ                        | dva   |
| pingasut, ᐱᖓᓱᑦ                      | tři   |
| sitamat, ᓯᑕᒪᑦ                       | čtyři |
| tallimat, ᑕᓪᓕᒪᑦ                     | pět   |
| arvinilik, ᐊᕐᕕᓂᓕᒃ                   | šest  |
| marrungnik arvinilik, ᒪᕐᕈᖕᓂᒃ ᐊᕐᕕᓂᓕᒃ | sedm  |
| pingasulik arvinilik, ᐱᖓᓱᓕᒃ ᐊᕐᕕᓂᓕᒃ  | osm   |
| qulingiluat, ᖁᓕᖏᓗᐊᑦ                 | devět |
| qulit, ᖁᓕᑦ                          | deset |

## Vzorový text

### Všeobecná deklarace lidských práv
| inktitutsky (Nunavut) | ᐃᓄᓗᒃᑖᑦ ᐃᓅᓕᓵᓐᖑᖅᐳᑦ ᓇᖕᒥᓃᕈᖕᓇᓯᒪᖃᖅɬᐅᑎᒃ ᐊᔾᔨᒌᖕᒥᒡᓗ ᐃᓕᑕᕆᔭᐅᔾᔪᑦᓯᐊᖃᖅɬᐅᑎᒡᓗ ᐱᔪᖕᓇᐅᑎᑕᐅᖃᖅɬᐅᑎᒃ. ᐃᓱᒪᒃᓴᖅᓯᐅᕈᖕᓇᑦᓯᐊᕐᓂᕐᒥᒃ ᐃᓅᑦᓯᐊᕈᑎᒋᔭᕐᓗ ᐱᓕᖅᑐᖓᐅᑦᑐᑦ, ᐊᓯᐊᓐᖑᕐᓄᓪᓗ ᐃᓕᐅᕐᓂᕐᕕᖃᑎᒌᑦᑕᕈᒃᓴᕆᐊᖃᕋᓗᐊᖅᐳᑦ ᖃᑕᓐᖑᑎᒌᖅᖃᑎᒌᑦᑐᑦ ᐊᓂᕐᓂᖅᓵᕐᓂ. |
| transkripce (Nunavut) | Inuluktaat inuulisaannguqput nangminiirungnasimaqaqɬutik ajjigiingmiglu ilitarijaujjutsiaqaqɬutiglu pijungnautitauqaqɬutik. Isumaksaqsiurungnatsiarnirmik inuutsiarutigijarlu piliqtungauttut, asianngurnullu iliurnirviqatigiittaruksariaqaraluaqput qatanngutigiiqqatigiittut anirniqsaarni. |
| inktitutsky (Nunavik) | ᐃᓅᔪᓕᒫᑦ ᐊᓂᖅᑎᕆᔪᓕᒫᑦ ᐃᓅᓚᐅᕐᒪᑕ ᐃᓱᒪᕐᓱᕐᖢᑎᒃ ᐊᒻᒪᓗ ᐊᔾᔨᐅᖃᑎᒌᒃᖢᑎᒃ ᓂᕐᓱᐊᖑᓂᒃᑯᑦ ᐊᒻᒪᓗ ᐱᔪᓐᓇᐅᑎᑎᒍᑦ. ᐃᓱᖃᖅᑐᖁᑎᖃᕐᑎᑕᐅᕙᓕᕐᐳᑦ ᐱᔾᔪᑎᖃᕐᓂᒃᑯᑦ ᐊᒻᒪᓗ ᐃᓱᒪᒋᓯᒪᓂᒃᑯᑦ ᖃᓄᐃᓕᔾᔪᑎᖃᕆᐊᖃᓕᕐᑐᑦ ᐃᒻᒥᖕᓅᖃᑎᒌᒡᓗᑎᒃ ᐅᒃᐱᕐᓂᒃᑯᑦ ᖃᑕᙳᑎᒌᑦᑎᐊᕆᐊᖃᕐᓂᒃᑯᓪᓗ. |
| transkripce (Nunavik) | Inuujulimaat aniqtirijulimaat inuulaurmata isumarsurlatik ammalu ajjiuqatimiiklutik nirsuangunikkut ammalu pijunnaititigut. Isuqaqtuqartitauvalirput pijjutiqarnikkuut qatangmutimiittiariqaqnikullu.                                                                                          |
| česky                 | Všichni lidé se rodí svobodní a sobě rovní co do důstojnosti a práv. Jsou nadáni rozumem a svědomím a mají spolu jednat v duchu bratrství. |